# Валлассинский диалект западноломбардского языка
Валлассинский диалект западноломбардского языка — диалект западноломбардского языка, распространённый в долине Валлассина в Италии. На нём говорят более 6 000 человек. Он принадлежит к комско-леккийской группе диалектов и имеет большое количество наречий.
Асский диалект напоминает канцийский диалект (принадлежащий к брианцийской группе), но имеет некоторые характеристики вальбронского наречия.
Вальбронское наречие подверглось влиянию леккийского диалекта.
В Сормано, Кальо и Реццаго диалект подвергся влиянию наречий Pian del Tivano, который имеет некоторые изолированные особенности (такие, как замена ударной a на ò во всех закрытых слогах, этот феномен также можно наблюдать в северных наречиях брианцийского диалекта, но только в слогах, закрытых звуком l), и лагэ.
Лагэ также оказал влияние на наречия из Лазниго, Барни, Магрельо и Чивенны.